# Николаев, Серафим Петрович
Серафи́м Петро́вич Никола́ев (31 августа [13 сентября] 1904, Санкт-Петербург — н/д) — советский военный деятель, дивизионный комиссар, участник Гражданской и Великой Отечественной войн. В 1941 году попал в немецкий плен, дальнейшая судьба неизвестна.

## Биография
Серафим Николаев родился в 1904 году в Санкт-Петербурге в семье железнодорожного служащего. В 1919 году добровольно вступил в Рабоче-Крестьянскую Красную Армию. Участвовал в Гражданской войне, в боевых действиях против махновцев. После окончания Гражданской войны продолжил службу в Красной Армии. В 1921 году Николаев был направлен на учёбу во 2-ю военно-инженерную школу в Москве. После её окончания он стал командиром сапёрного взвода 3-й Бессарабской кавалерийской дивизии. В 1927 году Николаев был принят в ВКП(б). В 1932 году Николаев становится слушателем Военно-инженерной академии имени В. В. Куйбышева, где в ходе учёбы проявляет большой интерес к повышению политических знаний и становится пропагандистом. В 1937 году ему было присвоено воинское звание капитана[прояснить], в 1938 году — майора. В том же 1938 году Николаев уже в звании полкового комиссара был направлен на Дальний Восток, где стал военным комиссаром Управления военным строительством на Дальнем Востоке при СНК СССР (Дальвоенстроя).
В 1939 году С. П. Николаев назначается членом военного совета Минской армейской группы, 20 февраля 1939 года ему присваивается воинское звание бригадного комиссара. Затем назначается членом военного совета 11-й армии Прибалтийского военного округа, 14 ноября 1939 года С. П. Николаеву присваивается звание дивизионного комиссара. 4 июня 1941 года Николаев становится комендантом 41-го укреплённого района со штабом в Лиепае (Либаве). В начале Великой Отечественной войны войска укрепрайона попадают в окружение. Участник обороны Лиепаи. При попытке пробраться из окружения после падения Лиепаи 21 июля 1941 года Николаев был захвачен в плен.
Содержался в лагере для военнопленных офицеров (нем. Offizierslager, сокр. Oflag) под обозначением Oflag XIII D. В плену, видимо с целью скрыть свою принадлежность к руководящему политическому составу Красной Армии, назвался генерал-майором Николаевским. Был разоблачён и 20 сентября 1941 года передан в гестапо г. Нюрнберг. Дальнейшая судьба неизвестна.

## См. также
- Приказ о комиссарах